# دانبرووکا ماوا (استان لوبوسکی)
دانبرووکا مأوا (به لهستانی:  Dąbrówka Mała) یک روستا در لهستان است که در گمینا شچانگتس واقع شده‌است. دانبرووکا مأوا ۲۹۶ نفر جمعیت دارد.